# Eva Meindl
Eva Meindl (geb. vor 1990 in Altmünster in Oberösterreich) ist eine österreichische Sängerin (Mezzosopran).

## Leben
Meindl stammt aus Altmünster in Oberösterreich. Sie erhielt bereits als Kind Klavierunterricht und studierte während der Gymnasialzeit als Jungstudentin am „Mozarteum“ in Salzburg Klavier bei Jensen-Menzel und Gesang bei KS Pflanzl. Nach der Matura studierte sie an der Universität für Musik und darstellende Kunst Wien bei Alexander Kolo und KS Hilde Rössel-Majdan sowie bei KS Kurt Equiluz in der Oratorienklasse. Weitere Studien führten sie zu KS Ernst Haefliger nach München.
Bereits während des Studiums war Eva Meindl Chorsolistin im Arnold Schoenberg Chor und im Wiener Rundfunkchor unter der Leitung von Erwin Ortner. Weitere Studien als Stipendiatin des Franz-Schubert-Institutes in Baden und als Meisterschülerin von Nikolaus Harnoncourt rundeten ihre Ausbildung ab.
Vor allem als Konzertsängerin machte sich Eva Meindl einen Namen und sang zahlreiche Konzerte, sowie Rundfunk- und Fernsehaufnahmen in ganz Europa, wie zum Beispiel ans Concertgebouw in Amsterdam, den Wiener Musikverein oder die Philharmonie am Gasteig in München. Sie arbeitete mit Pianisten wie Ulrich Eisenlohr, Wolfgang Leibnitz und Gerold Huber. Dirigenten wie Harnoncourt, Martin Haselböck, Siegfried Heinrich, Ralf Otto, Herbert Böck, Peter Schreier, Thomas Quasthoff und Helmuth Rilling schätzten sie als Sängerin und Kollegin.
Eva Meindl unterrichtet als Dozentin für Gesang am Leopold-Mozart-Zentrum der Universität Augsburg und leitet dort außerdem eine der Oratorienklassen.

## Diskographie
- Leopold I. – Missa pro defunctis, Preiser/ORF, 1990.